# Милан I Обренович
Ми́лан I Обре́нович (серб. Милан Обреновић); 22 августа 1854, Мэрэшешти — 11 февраля 1901, Вена) — князь (1868—1882) и первый король Сербии (1882—1889) из рода Обреновичей. Внучатый племянник первого сербского князя Милоша Обреновича.

## Биография
Сын офицера Милоша Обреновича-младшего (1829—1861) и румынской боярыни Марии Катарджу; внук Ефрема Обреновича, младшего брата князя Милоша Обреновича.
Родился в Молдавии, где его семья проживала после низложения Михаила Обреновича. Вскоре после рождения мальчика его родители развелись. В 1861 году отец Милана погиб, сражаясь против турок в Румынии. Мария Катарджу стала любовницей правителя Румынии Александра Иоана Кузы. Воспитанием Милана занялся его дядя Михаил Обренович, снова ставший в 1860 году сербским князем.
Милан был отдан в престижный парижский Лицей Людовика Великого. 29 мая (10 июня) 1868) князь Михаил был убит приверженцами Карагеоргиевичей. Поскольку у него не было законных сыновей, 14-летний Милан оказался единственным представителем рода Обреновичей. Глава сербского правительства Миливое Блазнавац добился признания юного Милана князем Сербии, и возглавил регентский совет при нём.
В 1872 году 18-летний Милан стал совершеннолетним. В октябре 1875 года он женился на своей троюродной сестре - шестнадцатилетней молдавской боярыне Наталии Кешко. Через год у них родился сын Александр, однако отношения супругов становились всё более холодными. В 1886 году они разошлись.

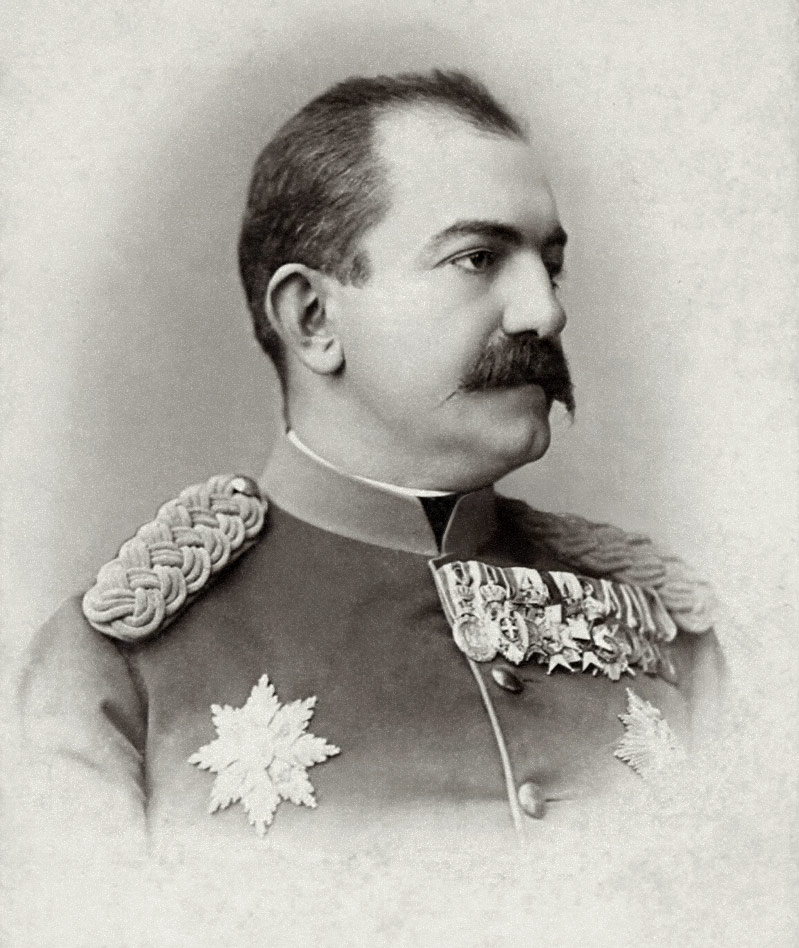
Милан I Обренович во время сербско-болгарской войны

Впервые в истории Сербии Милан в 1875 году созвал Народную скупщину. Придерживался русофильской линии в противоположность Карагеоргиевичам, бывшим тогда безусловными сторонниками Австро-Венгрии. В июле 1876 года Милан объявил войну Османской империи. Сперва он сам командовал войсками, но обнаружил военную неспособность и 12 августа, вернувшись в Белград, передал командование русскому генералу Михаилу Черняеву. Последний, потерпев несколько серьёзных поражений, провозгласил, в надежде поднять престиж Сербии, Милана королём Сербским, - но ни одна держава не признала этого.
После Русско-турецкой войны 1877—78 годов, одним из результатов которой по Берлинскому конгрессу стало утверждение независимости Сербии от Турции, князь Милан занял про-австрийскую позицию. В 1881 году он заключил с Австро-Венгрией торговый договор и тайную конвенцию. Согласно этой конвенции, Сербия обязалась не заключать ни одного договора с другим государством без согласия австрийских властей, а также пресекать пропаганду, ведущуюся с её территории в оккупированных Австро-Венгрией Боснии и Ново-Пазарском санджаке. В 1885 году Милан I развязал войну с Болгарией, закончившуюся поражением сербов.
В 1881 году Милан I сместил главу Белградской митрополии Михаила. В 1882 году контроль над Сербской православной церковью был ужесточён — теперь митрополита избирал не собор, а специальный орган, включавший Архиерейский собор и представителей гражданских властей (министра просвещения и религиозных дел, председателей Государственного совета и кассационного суда, а также пять членов Скупщины). После избрания митрополит должен был быть утвержден в сане королём. Архиереи стали получать государственное жалованье в 10 тыс. динаров в год. 20 марта 1883 года, несмотря на протесты ряда сербских епископов, были проведены выборы (без участия архиереев) митрополита, которым стал архимандрит Феодосий (Мраович). Недовольные архиереи были сняты с должностей, а их епархии в 1886 году упразднены королём.
6 марта 1889 года Милан отрёкся от престола в пользу своего 13-летнего сына Александра, регентами к которому назначил Йована Ристича, Протича и Белимарковича. После этого он жил по большей части в Париже под именем графа Такова, но по временам приезжал в Белград, открыто руководя сыном и регентством. В 1891 году опубликовал в газетах письмо, в котором утверждал, что Елена Маркович и Елена Кничанин были задушены в тюрьме по приказанию министра внутренних дел Илии Гарашанина. Последний отвечал, что дать такое приказание мог только сам король, ибо Гарашанин был в это время в отпуске, и тюремные власти непосредственно подчинялись королю. Против этих данных были представлены кое-какие возражения, факт остался не вполне выясненным, но во всяком случае Милан, если не сам предписал убийство, то, зная о нём, сделал Гарашанина премьером. Эта полемика не помешала ему примириться с Гарашаниным и с Перой Тодоровичем (1894), изобразившим его в мрачных красках в романе «Долой с престола».
После отречения Милан получал ежегодное содержание в размере 300 000 франков. Этих денег ему не хватало, особенно на игру, и он обращался к сербскому правительству с просьбой о субсидиях, угрожая, в случае отказа, приездом в Сербию. За субсидию в 1 миллион франков, предоставленную ему в 1892 году подписал отречение от сербского подданства, но продолжал, однако, вмешиваться в сербские дела. Его сын, король Александр, совершил по его советам два государственных переворота в 1893 и 1894 годах.
В 1893 году Милан примирился с женой, и синод признал ретроактивно расторжение их брака недействительным. Вопреки принятым обязательствам, в 1894 году Милан вернулся в Сербию. Продолжал время от времени получать новые субсидии от правительства.
В январе 1898 года его сын, король Александр, назначил Милана главнокомандующим сербской армией, что вызвало сильное недовольство в Сербии и изумление за границей. В июле 1899 года поляк Кнезевич (белградский пожарник) неудачно покушался в Белграде на его жизнь. Хотя не было никаких доказательств, что за покушением стоял кто-либо ещё, но правительство привлекло к суду вождей Радикальной партии. Кнезевич был приговорён к казни, Пашич и другие радикалы — к тюрьме. Брак короля Александра с Драгой Машиной вызвал недовольство Милана, вследствие чего он поссорился с сыном, отказался от командования армией, покинул Сербию и поселился с 1899 года в Вене.
Умер Милан Обренович 11 февраля 1901 года, похоронен в монастыре Крушедол.

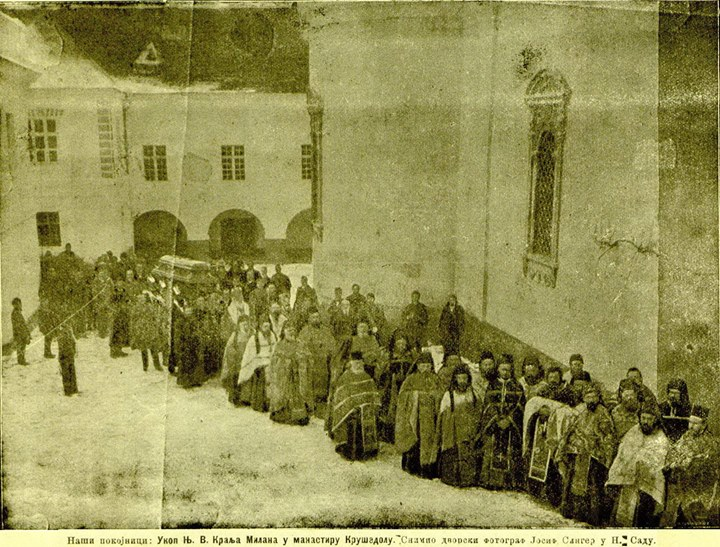
Похороны
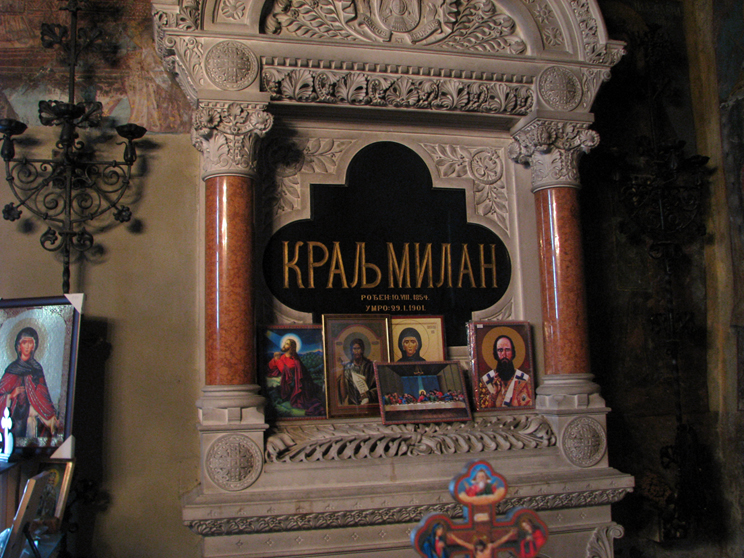
Надгробие